# Анс (река)
Анс (фр. Ance) је река у Француској. Дуга је 77 km. Улива се у Лоару. 